# Баварска рогљичица
Баварска рогљичица (лат. Moehringia bavarica) је вишегодишња биљка из фамилије Caryophyllaceae. Род је добио назив по немачком природњаку Paul Möhring-u и обухвата врсте умерене зоне, распрострањене у Холарктику. Баварска рогљичица настањује југоисточне Алпе и планине Динарског и северног дела Скардопиндског система на Балканском полуострву.  У Србији има статус заштићене биљне врсте. 

## Опис врсте
Баварска рогљичица је разређено бусенаста биљка. Биљка је гола и има сивкасту боју, као и гранате изданке, дуге до 30 cm. У доњем делу стабла, листови су меснати и седећи, дужине од 3-7 mm. У средњем и горњем делу стабљике су дугачки и до 4 сm. Линеарног су облика и благо пљоснати. Цветови су петочлани и формирају цимозне цвасти, које носе највише 7 цветова. Имају цветне дршке, дуге до 3 сm. У њиховој основи налазе се мале брактеоле. Чашични листићи су слободни, дуги 3 mm и имају истакнуте кожасте ивице. Крунични листићи су јајасти до јајасто ланцетасти, затупастог врха, беле боје и дужине су 1,5 до 2 пута веће од чашичних листића. Плод је чаура, лоптастог или елипсоидног облика, пречника око 3 mm. Семе је црне боје, глатко и има велики бели разгранати додатак. Цвета од маја до јула, понекад и до августа.

## Распрострањење у Републици Србији
Баварска рогљичица у Републици Србији настањује пукотине кречњачких стена, често у клисурама и кањонима, као и поткапинама и на северним експозицијама. Јавља се у северозападној (Љубовија, кањон Трешњице), западној (Каблар, Ужице, Потпећка пећина, Забучје, кањон Дервенте, Врањак, кањон Грлца, Звијезда, Мокра Гора, Ограђеница, Рзав, Кршање) и југозападној Србији (Бродарево, кањон Лима, кањон Милешевке, у клисури Сутјеске код Сјеверина. Јавња се и на Проклетијама, у Руговској клисури. 

## Галерија
- Баварска рогљичица у клисури Дервенте
- Цвет баварске рогљичице
- Баварска рогљичица у Аустрији